# Baldur's Gate III
Baldur's Gate III är ett RPG-spel som släpptes den 3 augusti 2023 för PC. Det är det tredje huvudspelet i Baldur's Gate-serien, i sig baserat på rollspelssystemet Dungeons & Dragons brädspel. En delversion av spelet släpptes i formatet Early Access för Microsoft Windows, Stadia-streamingtjänsten och MacOS den 6 oktober 2020.

## Handling
Spelkaraktären är en av flera personer som har blivit kidnappade av illithider, ett folkslag av aberrationer. Aberrationer är förvridna, främmande varelser som har kommit till världen från andra sidan multiversum. Illithider kallas “mind-flayers” (ordagrant "sinnesflängare"), och de är psioniska tyranner, förslavare, och interdimensionella resenärer som livnär sig på hjärnorna av tänkande varelser.
Mind-flayers lägger yngel (eng. tadpoles) i huvuden på folk för att förvandla dem till andra mind-flayers. Spelarens mål är att hitta ett botemedel mot förvandlingen och ta reda på ynglens koppling till en kult som dyrkar “The Absolute” ("Den Absoluta"). The Absolute har inget naturligt kön, men beskrivs oftast med feminint pronomen.

## Spelkaraktär
Spelaren kan skapa sin egen karaktär, eller välja en ibland sju Origin-karaktärer. Dessa Origin-karaktärer kan även anlitas i spelet och bli spelarens kompanjoner – med undantag för “The Dark Urge”, som är en variant på character creation, då spelkaraktären har tappat sitt minne och måste stå emot tvångstankar om att vara våldsam.
Origin-karaktärer:
- Astarion Ancunín, en manlig högalv med vampyrism. Han är en charlatan och en rogue. Astarion är en expert på manipulation, benägen att överdriva och mer än glad att profitera från det. Att tänja på sanningen och vända allierade mot varandra, det låter han leda till större framgång längs vägen.
- Lae'zel of Crèche K'liir (Lae'zel från Crèche K'liir), en kvinnlig githyanki. Hon är en soldier och en fighter. Med en hänsynslöshet född ur mindflayer-förslavning, vill Lae'zel berida den Astrala Sjön uppå en röd drake, bringande ett silversvärd och psionisk makt att bära emot alla spår av illithid-hotet. Githyanki-folkslaget är humanoider från det astrala planet.
- Gale Dekarios, en manlig människa. Han är en sage (ordagrant "vis man") och en wizard. Gale är nyfiken och beläst, med en oupphörlig törst efter kunskap. Att lära sig om sällsynt lore om världen inspirerar honom att lägga denna kunskap till ett högre syfte.
- Jenevelle “Shadowheart” Hallowleaf, en kvinnlig halv-alv. Hennes alias betyder "Skugghjärta". Hon är en acolyte och en cleric. Shadowheart är dotter till en högalvisk man med lykantropi och en mänsklig kvinna. Shadowheart är en representant för den gudinna som hon tillber, utövande potent gudomlig magi för gott eller ont.
- Wyll Ravengard, en manlig människa. Han är en folk hero och en warlock. Wyll är en förkämpe för det vanliga folket, utmanande tyranner och monster för att beskydda de hjälplösa. Att rädda oskyldiga i överhängande fara låter hans legend växa. Wyll är bunden av en pakt till en övermäktig matron (en kvinnlig patron), dock.
- Karlach Cliffgate, en kvinnlig tiefling. Hon är en outlander och en barbarian. Karlach är förstärkt med stridskraft, och kan kanalisera brännande låga för att drabba sina fiender. Tieflingar är humanoider från infernaliska blodslinjer.
- The Dark Urge, vilket betyder "Den Mörka Driften". Ett styggt ögonblick, en person, eller ett ting som ej kan dräpas med svärd eller besvärjelse hemsöker dess sinne och flimrar i dess ögonvrå. Den bär detta vartän dess äventyr tar den – eller kanske detta bär den.

Spelaren kan välja folkslag, kön och yrke för The Dark Urge, men dess grundinställning är en white dragonborn (vit drakfödd) som är en manlig storm-sorcerer (storm-trollkonstnär). De drakfödda är inga äkta drakar, utan är draconic humanoids (draklika (“drakoniska”) humanoider) med olika fjällfärger, medfödda resistenser och breath-weapons (andningsvapen).
Drakfödda med chromatic colours (kromatiska färger) är de röda som är resistenta mot fire (eld) och har fire breath, de vita som är resistenta mot cold (kyla) och har frost breath, de blåa som är resistenta mot lightning (blixt) och har lightning breath, de svarta som är resistenta mot acid (syra) och har acid breath, och de gröna som är resistenta mot poison (gift) och har poison breath.
Drakfödda med metallic colours (metalliska färger) är de med gold (guld) som är resistenta mot fire (eld) och har fire breath, de med silver som är resistenta mot cold (kyla) och har frost breath, de med bronze (brons) som är resistenta mot lightning (blixt) och har lightning breath, de med copper (koppar) som är resistenta mot acid (syra) och har acid breath, och de med brass (mässing) som är resistenta mot fire (eld) och har fire breath.

## Spelsätt
Till skillnad från de andra Baldur's Gate-spel, så är Baldur's Gate III turnordningsbaserat, främst i strider. Utanför strider, dock, då kan man kan flytta sin karaktär hur man vill. 